# Quảng trường 12/11
Quảng trường 12/11 (còn được viết là Quảng trường 12-11) là một quảng trường lớn nằm tại phường Cẩm Tây, thành phố Cẩm Phả, tỉnh Quảng Ninh. Đây là quảng trường trung tâm và cũng là quảng trường hoàn chỉnh duy nhất của Cẩm Phả, là nơi tổ chức những sự kiện chính trị, lễ hội văn hóa, hội chơ thương mại của khu vực trung tâm thành phố. Vào ngày 12/11/1936, trên vị trí quảng trường ngày nay đã diễn ra cuộc tổng bãi công của hơn 3 vạn thợ mỏ Cẩm Phả. Cái tên "12/11" được cũng xuất phát từ sự kiện ngày 12 tháng 11 năm đó, ngày truyền thống công nhân vùng mỏ. Quảng trường hiện đang trong quá trình nâng cấp và mở rộng, nhưng người dân vẫn có thể đến bình thường.

## Thông tin
Quảng trường 12/11 được khởi công xây dựng vào ngày 16/8/2006 và khánh thành trước ngày 12/11/2006, với tổng mức đầu tư hơn 20 tỷ đồng. Nền quảng trường được xây dựng trên nền đất Nhà máy cơ khí Cẩm Phả cũ, có diện tích 2,43 ha. Vào thời điểm sau đó, UBND tỉnh Quảng Ninh cũng đã tiến hành một cuộc trưng cầu dân ý về việc đúc một tượng đài đặt tại quảng trường. Tượng đài về công nhân và thợ mỏ đã được đúc và đặt tại khu vực lễ đài.
Quảng trường nằm trên đường Trần Phú, là một trong hai con đường vành đai tại trung tâm Cẩm Phả. Quảng trường cách trụ sở HĐND thành phố Cẩm Phả 2 km về phía Đông theo đường Trần Phú. Đối diện quảng trường là các nhà hàng, siêu thị, chuỗi cửa hàng đồ ăn nhanh. Phía sau quảng trường có trụ sở công ty than Đèo Nai.
Đây là trung tâm tổ chức sự kiện văn hóa, chính trị, hội chợ thương mại, các buổi lễ quan trọng của thành phố. Buổi lễ thành lập thành lập thành phố Cẩm Phả và các buổi lễ đón nhận danh hiệu, bằng khen từ chính phủ đều được tổ chức tại đây.
Tháng 8/2019, thành phố Cẩm Phả đã những buổi họp và dự án mở rộng quảng trường. Dự án đã được thông qua. Theo đó, quảng trường mở rộng sẽ có diện tích khoảng 6 ha, gấp hơn 2 lần diện tích ban đầu, với tổng mức đầu tư lên tới 150 tỷ đồng.